# Resolutionön (Nya Zeeland)
Resolutionön (engelska: Resolution Island, maori: Tau Moana) är Nya Zeelands sjunde största ö och dess näst största obebodda ö. Ön har en yta på 208 km², och skiljs från Sydön genom Duskysundet. 
Ön fick sitt namn efter James Cooks skepp Resolution, som lade till där under Cooks andra resa i mars 1773. Resolution Island är en rovdjursfri ö, vilket har gjort att den används till artskyddsprojekt genom att hotade djurarter som t.ex. den utrotningshotade, ickeflygande, markhäckande papegojan kakapo flyttas dit för att undkomma polynesiska råttor som äter upp deras ägg och ungar.